# 萨隆
萨隆（Salon），是印度北方邦Rae Bareli县的一个城镇。总人口13166（2001年）。

## 人口
该地2001年总人口13166人，其中男性6754人，女性6412人；0—6岁人口2188人，其中男1128人，女1060人；识字率49.54%，其中男性为57.34%，女性为41.33%。